# Acragas pacatus
Acragas pacatus är en spindelart som först beskrevs av George William Peckham  och Elizabeth Maria Gifford Peckham 1896.  Acragas pacatus ingår i släktet Acragas och familjen hoppspindlar. Inga underarter finns listade i Catalogue of Life.